# 興武
興武（こうぶ）は、明末に闖天王を称した高迎祥が建てた私年号。1635年。
李崇智は姚雪垠『李自成』や、各種稗史をあわせて考証している。元号には言及していない史料が多いが、言及している史料はいずれも1635年（崇禎8年正月）を元年としている。

## 西暦・干支との対照表
| 興武 | 元年    |
| 西暦 | 1635年  |
| 干支 | 乙亥    |
| 明   | 崇禎8年 |
| 後金 | 天聡9年 |